# 骤尖楼梯草
骤尖楼梯草（学名：Elatostema cuspidatum）是荨麻科楼梯草属的植物。分布在尼泊尔、印度以及中国大陆的云南、广西、四川、湖北、江西、西藏、贵州、湖南等地，生长于海拔900米至2,800米的地区，一般生长在山谷沟边石隙及林下，目前尚未由人工引种栽培。

## 别名
半边扇（重庆南川） 冷水草（湖南）

## 异名
- Elatostema cuspidatum Wight var. dolichoceras W. T. Wang